# أثير الدين الأبهري
هو الشيخ الإمام أثير الدين المفضل بن عمر بن المفضل الأبهري السمرقندي (1200- 663هـ /686- 1264م) الحكيم، الفيلسوف، والأبهري نسبة إلى أبهر وهي مدينة فارسية قديمة بين قزوين وزنجان.

## اسمه ونشأته
المفضل بن عمر الأبهري السمرقندي وكنيته أثير الدين عالم فلك، ورياضي، ومنطقي، وحكيم، فيلسوف 
عاش في الموصل ثم انتقل إلى أربيل سنة 626هـ/1228م. كان تلميذاً لعالم نال شهرة عظيمة، هو كمال الدين موسى بن يونس بن محمد بن منعة وقد قال عنه «ليس بين العلماء من يماثل كمال الدين».
وكان من خاصة الأمير محيي الدين بن الصاحب شمس الدين الجزري بدمشق (ت:651هـ) 
بحيث أنه استقبل بتدبير الأمير محيي الدين بالجزيرة بعد وفاة والده شمس الدين، وكان الأمير محي الدين فاضلاً محبًّا للفضلاء مقربًا لهم مكرمًا لهم يلازمهم أبدًا، ويتحفونه بالفوائد ويؤلفون له التصانيف الحسنة، وقد أهداه الشيخ الأبهري بعضًا من مصنفاته

## علمه وجهوده العلمية
كان عالما فاضلا متمكنًا من علوم المنطق والفلسفة والفلك والرياضة. واشتهر الأبهري باهتمامه بالأزياج الفلكية، واهتم كذلك بحساب الحركات الفلكية رابطًا بينها وبين الرياضيات، وكان مهتمًّا بآلات الرصد الفلكية وبخاصة الإسطرلاب فقد كتب رسالة عنه ذكر فيها أنواعه وهدفه وطريقة عمله، وله كذلك مؤلفات في الرياضيات وله العديد من الرسائل في المنطق والجدل. 
وللأبهري في الهندسة مقالة في البرهان على صحة حل كمال الدين بإنشاء مربع يكافئ قطعة دائرة، ومقالة هندسية أخرى وجدت في مكتبة بلمبتون بجامعة كولومبيا، تشير إلى أن الأبهري حاول إثبات موضوعة التوازي لإقليدس. ويمتاز البرهان الذي قدّمه الأبهري بالإبداع الأصيل والتفكير العميق، إذ لم يسبق لأحد قبل الأبهري أن لاحظ الفكرة المبدعة التي استخدمها في البرهان، وهي أن العمود المقام على منصف زاوية يلاقي ضلعيها. وقد أضافت هذه الملاحظة مكافئاً جديداً لموضوعة إقليدس. ونشر أحد الرياضيين الإنكليز برهاناً لموضوعة إقليدس هذه في «مجلة الرياضيات البحتة والتطبيقية» عام 1898م، أي بعد الأبهري بنحو 700 سنة، وجاء برهانه مطابقاً تماماً لبرهان الأبهري، وربما يكون اطلع على برهانه. ويشار هنا إلى أنه ثبت في عام 1846م عدم إمكان برهنة الموضوعة الخامسة لإقليدس، كما يُذكر أن النقص في برهان الأبهري هو في الانتقال من عبارته الصحيحة «لايوجد عمود أخير يقطع ضلعي الزاوية» إلى العبارة «إن جميع الأعمدة على منصف الزاوية تقطع ضلعي الزاوية». ويشار هنا إلى أنه لمّا كانت مجموعتا الأعمدة التي تقطع تكوّن قطعاً من نوع قطع ديَدكِند فيوجد إذن عمود أول لايقطع الضلعين. وهذاما تحقق فعلياً في أفكار الهندسة اللاإقليدية.

## شيوخه وتلاميذه

### شيوخه
1- الشيخ قطب الدين إبراهيم المصري. قرأ عليه الإشارات والتنبيهات لابن سينا وغيرها 
2- الإمام أبو الفتح كمال الدين موسى بن أبي الفضل يونس بن محمد بن منعة بن مالك بن محمد الموصلي الفقيه الشافعي (551-639هـ) وكان أوحد زمانه في جملة من الفنون، قرأ عليه المجسطي وغيره وأخذ عنه علمًا جمًّا، وكان يقول عنه: والله ما دخل إلى بغداد مثله، يقول ابن خلكان: جاءنا الشيخ أثير الدين المفضل بن عمر بن المفضل الأبهري -صاحب التعليقة في الخلاف والزيج والتصانيف المشهورة- من الموصل إلى أربيل في سنة 626 هجري وقبلها في سنة 625 هجري، ونزل بدار الحديث، وكنت اشتغل عليه بشيء من الخلاف، فبينما أنا يومًا عنده إذ دخل عليه بعض فقهاء بغداد، وكان فاضلاً، فتجاريا في الحديث زمانًا، وجرى ذكر الشيخ كمال الدين في أثناء الحديث، فقال له الأثير: لما حج الشيخ كمال الدين ودخل بغداد كنت هناك؟ فقال: نعم، فقال: كيف كان إقبال الديوان العزيز عليه؟ فقال ذلك الفقيه: ما أنصفوه على قدر استحقاقه، فقال الأثير: ما هذا إلا عجب، والله ما دخل إلى بغداد مثل الشيخ، فاستعظمت منه هذا الكلام، وقلت له: يا كيف تقول هكذا؟! فقال: يا ولدي ما دخل إلى بغداد مثل أبي حامد الغزالي، ووالله ما بينه وبين الشيخ نسبة
وكان الأثير الأبهري يجلس بين يديه يقرأ عليه، والناس يوم ذاك يشتغلون في تصانيف الأثير. وكان يقول: ما تركت بلادي وقصدت الموصل إلا للاشتغال على الشيخ كمال الدين

### تلاميذه
1- الشيخ الإمام العالم الأصولي المتكلم القاضي شمس الدين أبو عبد الله الأصفهاني محمد بن محمود بن محمد بن عباد العجلي شارح المحصول (610-688هـ) ذهب إلى بلاد الروم إلى الشيخ أثير الدين الأبهري فأخذ عنه الجدل والحكمة وتوفي في القاهرة
2- أبو عبد الله زكريا بن محمد بن محمود القزويني (605-682هـ) صاحب عجائب المخلوقات وآثار البلاد وغيرهما
3- قاضي القضاة شمس الدين أبو العباس أحمد بن محمد بن إبراهيم بن خلكان الإربلي الشافعي (608-681هـ) صاحب وفيات الأعيان.

## مؤلفاته
1- هداية الحكمة في الطبيعة والحكمة والمنطق، وقد ذكر المستشرق كارلو نللينو الباحث في تاريخ الفلك العربي أن الأبهري في كتابه: هداية الحكمة يبحث في حركة الكواكب والنجوم وطبيعة الأفلاك، وأن هذا الكتاب من الكتب الهامة في الفلك والتي لا نستطيع دراسة تاريخ علم الفلك بدون ذكرها. طبع في لكنو بالهند عام 1845م مع شرح عليه لمعين الدين الميذي. وطبع أيضًا في لكنو عام 1287هـ. وقد كتب كثير من العلماء عليه جملة من الشروح والحواشي
2- تنزيل الأفكار في تعديل الأسرار في المنطق، قصد فيه تحرير ما أدَّى إليه فكره واستقر عليه رأيه من القوانين المنطقية والحكمية ذاكرًا فيه ما سنح له من الرد والقبول
3- متن إيساغوجي في المنطق، ويرجع هذا الاسم إلى منطقي إغريقي اسمه فرفريوس من أهالي مدينة صور الساحلية الواقعة في جنوب لبنان (304-233 ق.م) ألف كتابًا أسماه إيساغوجي وهي كلمة يونانية تعني الكليات الخمسة، وقيل: إن كتاب فرفريوس هذا نقله إلى العربية أبو عثمان الدمشقي في القرن التاسع الميلادي، ثم اختصره جماعة واشتهر منهم اختصار أثير الدين الأبهري، إلا أن البعض يرى أن كتاب الأبهري غير كتاب فرفريوس اليوناني. ومتن إيساغوجي للأبهري متن جامع لمهمات المسائل المنطقية، تلقاه العلماء بالقبول واعتمدوه إقراءً وشرحًا ونظمًا منذ عهد مؤلفه ولا يزال عمدة إلى اليوم، وطبع طبعات لا تحصى كثرة، وعليه شروح متعددة، فأولها شرح مؤلفه نفسه سماه «قال أقول» طبع في كانبور سنة 1293هـ ثم وضع حاشية على هذا الشرح سماها مغني الطلاب في المنطق طبع في القسطنطينية سنة 1260هـ، وللسيد عمر صالح القيسي التوقادي حاشية عليها سماها «تعليقات الدر النجيع بإيساغوجي» طبعا معًا في الآستانة 1298هـ ثم سنة 1304هـ. وعلق الشيخ رشدي -وهو من مدينة قره أغاج بتركيا- على مغني الطلاب كذلك حاشية سماها «تحفة الرشدي» طبعت في القسطنطينية عام 1253هـ، وعلق شمس الدين الفناري الإسلامبولي المتوفى عام 834هـ حاشية على المغني كذلك سماها الفوائد الفنارية طبعت في القسطنطينية عام 1304هـ، وعلى الفوائد تلك عدة حواش آخر منها حاشية العلامة خليل بن حسن المعروف بقرة خليل المسماة «جلاء الأنظار في حل عويصات الأفكار» فرغ منها سنة 1111هـ وطبعت بالآستانة 1306هـ، وحاشية عبد الله الكانقري سماها «نفائس عرائس الأنظار ولطائف فوائد الأفكار» طبعت بالآستانة سنة 1279هـ، ومن شروح إيساغوجي شرح حسام الدين حسن الكاتي، المتوفَّى سنة 760هـ، وعلى هذا الشرح حواشٍ متعددة منها حاشية العلامة الرهاوي فرغ منها سنة 934هـ (مخطوط بالأزهرية) وحاشية العلامة الشرواني (ت: 1036هـ)، وحاشية محيي الدين التالشي (مخطوط بالعراق)، وهناك شرح لشيخ الإسلام زكريا الأنصاري المتوفى سنة 910هـ سماه المطلع، فرغ منه سنة 875هـ، طبع في بولاق سنة 1283هـ، ثم بالحسينية سنة 1328هـ ثم طبع مرارًا بعدها، وقد كتب على هذا الشرح عدة حواش منها حاشية العلامة شهاب الدين أحمد الغنيمي، سماها كشف اللثام عن شرح شيخ الإسلام (مخطوط بالأزهرية)، وكذا حشاه العلامة الخرشي المالكي (ت: 1101هـ)، ثم الشيخ أحمد بن علي المصري وفرغ من حاشيته سنة 1122هـ وسماها المجمع لحل ألفاظ إيساغوجي وشرحه المطلع، وكذا العلامة يوسف الحفناوي (ت: 1178هـ) وفرغ منها سنة 1171هـ، وطبعت بمطبعة بولاق سنة 1283هـ، ثم بالمطبعة الشرفية بالقاهرة سنة 1302هـ، ثم تكرر طبعها، وكذا العلامة الشيخ حسن العطار شيخ الجامع الأزهر سابقًا (ت: 1250هـ) وفرغ منها سنة 1236هـ وطبعت بالمطبعة العثمانية بالقاهرة سنة 1311هـ ثم بالميمنية سنة 1321هـ، وكذا العلامة الشيخ علِّيش المالكي (ت: 1299هـ) وفرغ منها سنة 1283هـ وطبعت بالمطبعة الوهبية بالقاهرة سنة 1284هـ، وشرحه العلامة أبو الفضل الرامفوري وطبع طباعة حجرية بالهند على القاعدة الفارسية سنة 1309هـ، وشرحه الشيخ محمد شاكر وكيل الجامع الأزهر شرحًا رائقًا سماه «الإيضاح» وفرغ منه سنة 1325هـ، وطبع بمطبعة الملاجئ العباسية بالإسكندرية في نفس السنة، وشرحه الشيخ محمود بن حافظ المغنسي وسماه «مغني الطلاب» وطبع بالآستانة سنة 1259هـ، ثم ببيروت عام 1877م ثم بالآستانة سنة 1310هـ، ونظمه الشيخ عبد الرحمن الأخضري نظمًا بديعًا رائقًا سماه «السلم المنورق» اشتهر وعليه شروح جمة.
4- تهذيب النكت (مخطوط)
5- درايات الأفلاك (مخطوط)
6- الزيج الشامل. ويعرف بالزيج الأثيري، وله عدة أزياج ذكرها في رسائل له هي: الزيج المقنن، والزيج الاختياري، والزيج المخلص. كلها مخطوطة
7- المجسطي في الهيئة
8- القول في حساب الحركات الفلكية
9- غاية الإدراك في دراية الأفلاك
10- رسالة في علم الإسطرلاب
11- الاحتساب في علم الحساب
12- رسالة في بركار المقطوع، تأثر فيها برسالة شيخه كمال الدين بن يونس في هذا الأمر
13- إصلاح كتاب الاسطقسات في الهندسة لإقليدس
14- كشف الحقائق في تحرير الدقائق في المنطق
15- تلخيص الحقائق.
16- الإشارات.

## وفاته
توفي الشيخ أثير الدين الأبهري سنة 663هـ الموافق 1264م تعالى وكتبه في الصالحين